# 米坪乡
米坪乡，是中华人民共和国贵州省貴陽市开阳县下辖的一个乡镇级行政单位。

## 行政区划
米坪乡下辖以下地区：
米坪村、大坪村、云湾村、泥池村、大坝村、伍寨村和新南村。